# Maeen Al-Obaidi
Maeen Al-Obaidi   (segle XX) és una advocada iemenita que fa de mediadora a la ciutat de Taizz en el context de la guerra civil.
Exercia com advocada a la ciutat de Taizz, fins que va esclatar la guerra civil del Iemen, el 2015. En aquest conflicte les dones pateixen l'acció de franctiradors, detencions, violència sexual, desplaçaments i reclutament forçat dels fills. Warda va decidir començar a treballar per la pau a través de la mediació, amb l'objectiu de facilitar els intercanvis de presoners de manera que els combatents tornessin vius a casa o que els seus cossos fossin retornats.
El 2022 fou inclosa a la llista de les 100 dones més inspiradores de la BBC.